# Father Figure
Father Figure – singel brytyjskiego piosenkarza George’a Michaela, który znajduje się na albumie Faith.

## Teledysk
Wideoklip przedstawia burzliwy związek pomiędzy taksówkarzem (George Michael) i modelką (Tania Coleridge). George Michael i Andy Morahan zdobyli MTV Video Music Award for Best Direction w 1988 za „Father Figure”.

## Wydania
Singiel 7"
1. „Father Figure” – 5:38
2. „Love’s In Need Of Love Today” (Live at Capital Radio 1st April 1987) – 4:42

Singiel CD/kaseta audio (USA)
1. „Father Figure” – 5:40
2. „Look at Your Hands” – 6:43

Maksi singiel międzynarodowy CD/kaseta audio
1. „Father Figure” – 5:40
2. „Father Figure” (Deep Remix) – 4:43
3. „Father Figure” (Handrix version) – 3:13
4. „Father Figure” (Cinema Remix) – 4:11

## Listy przebojów
| Lista przebojów                              | Pozycja |
| -------------------------------------------- | ------- |
| Austria                                      | 17      |
| Francja                                      | 37      |
| Dutch Top 40                                 | 2       |
| Norwegia                                     | 10      |
| Szwajcaria                                   | 13      |
| UK Singles Chart                             | 11      |
| U.S. Billboard Hot Adult Contemporary Tracks | 3       |
| U.S. Hot Dance Club Play                     | 13      |
| U.S. Hot Dance Music/Maxi-Singles Sales      | 1       |
| U.S. Billboard Hot R&B/Hip-Hop Songs         | 6       |
| U.S. Billboard Hot 100                       | 1       |